# Sarah M’Barek
Sarah M’Barek (* 13. Oktober 1977 in Chaumont) ist eine ehemalige französische Fußballspielerin und inzwischen -trainerin.

## Spielerinnenkarriere

### In ihren Vereinen
Sarah M’Barek stammt aus einer fußballaffinen Familie; ihr Vater war Trainer und einer ihrer älteren Brüder Spieler in dieser Sportart. Als 15-Jährige kam sie zur US Orléans; ob sie ein Jahr später, als deren Frauenteam für eine Saison in der höchsten Liga Frankreichs vertreten war, darin schon zu Punktspieleinsätzen kam, lässt sich anhand der verwendeten Quellen nicht feststellen. Nach einer Saison beim ASC Joué-lès-Tours wechselte sie 1997 zu ESOF La Roche, wo sie sich nicht nur umgehend zur Stammspielerin entwickelte, sondern schon in ihren ersten Monaten auch in die Nationalelf berufen wurde (siehe unten). Die Mittelfeldspielerin wurde neben Angélique Roujas zur prägenden Kraft bei La Roche, das in dieser Zeit seine sportlich erfolgreichsten Jahre hatte: 1999 und 2001 wurde Sarah M’Barek jeweils französische Vizemeisterin.
Wie schon in ihren vier Spielzeiten in La Roche-sur-Yon, schloss sie mit dem HSC Montpellier, für den M’Barek von 2001 bis 2005 aktiv und früh zur Spielführerin ernannt worden war, nie schlechter als auf Rang vier der Abschlusstabelle ab. Dort gewann sie 2004 auch ihren ersten Meistertitel und konnte diesen Erfolg ein Jahr später sogar wiederholen. Dazu hatte sie mit dem MHSC im 2001 neu eingeführten Landespokalwettbewerb (Challenge de France) 2003 das Finale erreicht, in dem sich dann aber der FC Lyon mit 4:3 durchsetzte. In der Saison 2004/05 stand sie in allen sechs Begegnungen des Europapokals, für den Montpellier sich zum ersten Mal qualifiziert hatte, in der Startformation. Montpelliers Mittelfeld jener Jahre mit Camille Abily, Sonia Bompastor, Ludivine Diguelman und M’Barek war ein wesentlicher Baustein dieser Erfolge. Sarah M’Barek hatte allerdings insbesondere 2003/04 immer wieder mit Verletzungen zu kämpfen gehabt; auch deshalb entschied sie sich nach der zweiten Meisterschaft – und ungeachtet ihrer erst 27 Jahre –, ihre Karriere als Spielerin zumindest auf diesem Niveau zu beenden. Sie blieb allerdings in Montpellier (siehe unten, „Trainertätigkeit“) und hat später im Notfall noch einmal in der zweiten Elf des Klubs ausgeholfen, beispielsweise in dessen Drittligasaison 2009/10.

#### Stationen
- AS Vallée du Lys Pont (bis 1993)
- US Orléans (1993–1996)
- ASC Joué-lès-Tours (1996/97)
- ESOF La Roche (1997–2001)
- HSC Montpellier (2001–2005)

### In der Nationalelf
Sarah M’Barek hat insgesamt 18 Länderspiele für Frankreich bestritten, wobei sie allerdings die überwiegende Zahl der Partien nicht über volle 90 Minuten auf dem Feld stand. Ein Treffer ist ihr im blauen Nationaltrikot nicht gelungen. Erstmals berief Élisabeth Loisel, die Trainerin der Bleues, sie im Oktober 1997 in einem Match gegen die Schweiz, gegen die die Mittelfeldakteurin auch ihr letztes Länderspiel im August 2002 absolvierte.
Zweimal gab es aber auch längere Unterbrechungen: zwischen Frühjahr 1999 und August 2000 sowie zwischen April und September 2001 stand sie keinmal in der französischen Frauschaft. Diese letztgenannte Auszeit kostete sie auch einen Einsatz bei der Europameisterschafts-Endrunde in Deutschland, obwohl Loisel sie für das französische EM-Aufgebot nominiert hatte. Sie soll zu den Ergänzungsspielerinnen gehört haben, die nach der zweiten Vorrundenniederlage gegen Dänemark mannschaftsintern Kritik am taktischen Konzept der Trainerin geäußert hatten.
Gegen Mannschaften aus dem deutschsprachigen Raum hat Sarah M’Barek außer gegen die Schweizerinnen, auf die sie insgesamt drei Mal getroffen ist, auch noch einmal gegen Österreich (1999), aber nie gegen die deutschen Frauen gespielt.

## Trainertätigkeit
Nach ihrer Spielerzeit absolvierte Sarah M’Barek die Trainerausbildung, was bei ehemaligen Spielerinnen in Frankreich immer noch sehr selten der Fall war.
2007 löste sie Patrice Lair als Chefcoach bei Montpelliers erster Frauenelf ab. Diese Funktion behielt sie sechs Jahre lang inne, führte den MHSC stets unter die vier besten Teams der Liga und gewann 2009 die französische Vizemeisterschaft sowie im selben Jahr nach einem 3:1-Endspielsieg gegen UC Le Mans den Landespokal. Im Pokalwettbewerb führte sie ihre Frauen drei weitere Male ins Finale, in dem Montpellier allerdings jeweils unterlag: 2010 mit 0:5 gegen Paris Saint-Germain, 2011 erst nach Elfmeterschießen gegen AS Saint-Étienne und 2012 mit 1:2 gegen Olympique Lyon.
Im Sommer 2013 übernahm die ehrgeizige Sarah M’Barek („Warum nicht eines Tages im Trainerstab einer professionellen Männermannschaft arbeiten?“) nach zwölf Jahren im Languedoc den Cheftrainerposten bei En Avant Guingamp, wo sie die Frauschaft an die vier Top-Clubs der Liga heranführen wollte. Gleichzeitig hat sie sich dort um die Nachwuchsausbildung gekümmert. In der Saison 2013/14 war sie ebenso wie im Jahr darauf die einzige Frau, die einen französischen Erstdivisionär trainiert. Guingamp führte sie 2014/15 in Reichweite des dritten Rangs der Division 1. Nach fünf Jahren trennten sich die Trainerin und EA Guingamp nach Beendigung der Saison 2017/18, ohne dass die Bretoninnen sich bei den „Großen“ der Liga hätten etablieren können.
Im September 2019 übernahm sie das Kommando bei Dschibutis Nationalfrauschaft, die in der aktuellen FIFA-Weltrangliste in Ermangelung internationaler Begegnungen überhaupt nicht geführt wird, sich aber für den Afrika-Cup Ende 2020 qualifizieren möchte. De facto beinhaltet ihre Position den Aufbau von kompletten nachhaltigen Strukturen im Frauenfußball der einstigen französischen Kolonie einschließlich derer für den weiblichen Nachwuchs. Nachdem sie mit dem Team Ende des Jahres in Tansania am Challenge Cup des Regionalverbands Council for East and Central Africa Football Associations (CECAFA) teilgenommen hatte, veröffentlichte sie bei Twitter und LinkedIn einen weltweiten Aufruf an alle Spielerinnen dschibutischer Staatsangehörigkeit oder Herkunft, sich für die Nationalelf zur Verfügung zu stellen.
Im Sommer 2020 kehrte sie nach Frankreich zurück, wo sie die durch Übertritt vom Arras FCF neu gebildete Zweitliga-Elf von Racing Lens trainiert, den sie 2024/25 in die Première Ligue führte.

## Palmarès

### Als Spielerin
- Französische Meisterin: 2004, 2005 (und Vizemeisterin 1999, 2001)
- Französischer Pokal: Finalistin 2003
- 18 A-Länderspiele für Frankreich

### Als Trainerin
- Französische Meisterschaft: Vizemeisterin 2009
- Champions-League-Viertelfinalistin: 2010
- Französische Pokalsiegerin: 2009 (und Finalistin 2010, 2011, 2012)